# Leptoconops mellori
Leptoconops mellori är en tvåvingeart som beskrevs av Clastrier och Boorman 1987. Leptoconops mellori ingår i släktet Leptoconops och familjen svidknott.
Artens utbredningsområde är Bahrain. Inga underarter finns listade i Catalogue of Life.